# Massula
Massula – pływające skupienie mikrospor zanurzonych w piankowatej ośluźni (peryplazmodium) u paproci wodnych z rodzaju Azolla. Jest pokryta licznymi glochidiami.